# Gás vulcânico

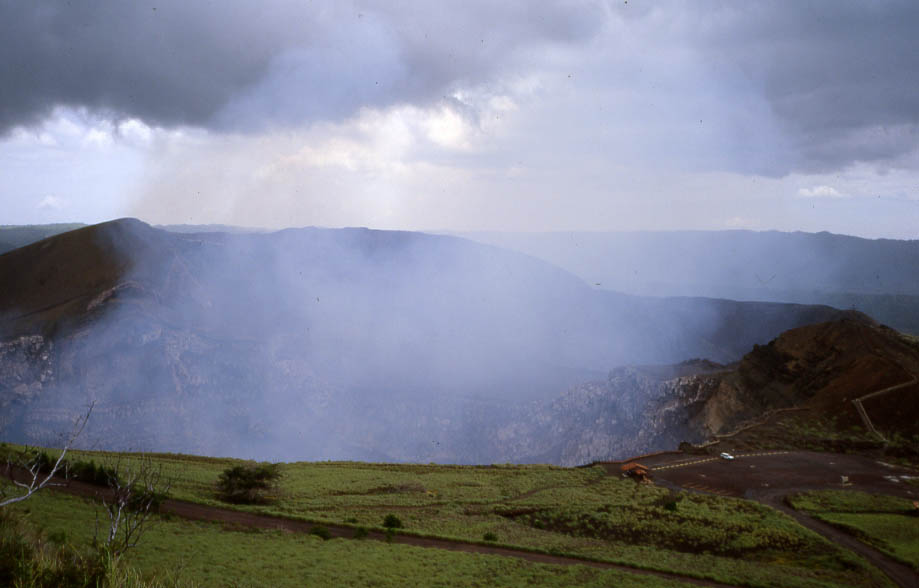
Emanações de gases do vulcão Masaya, Nicarágua.

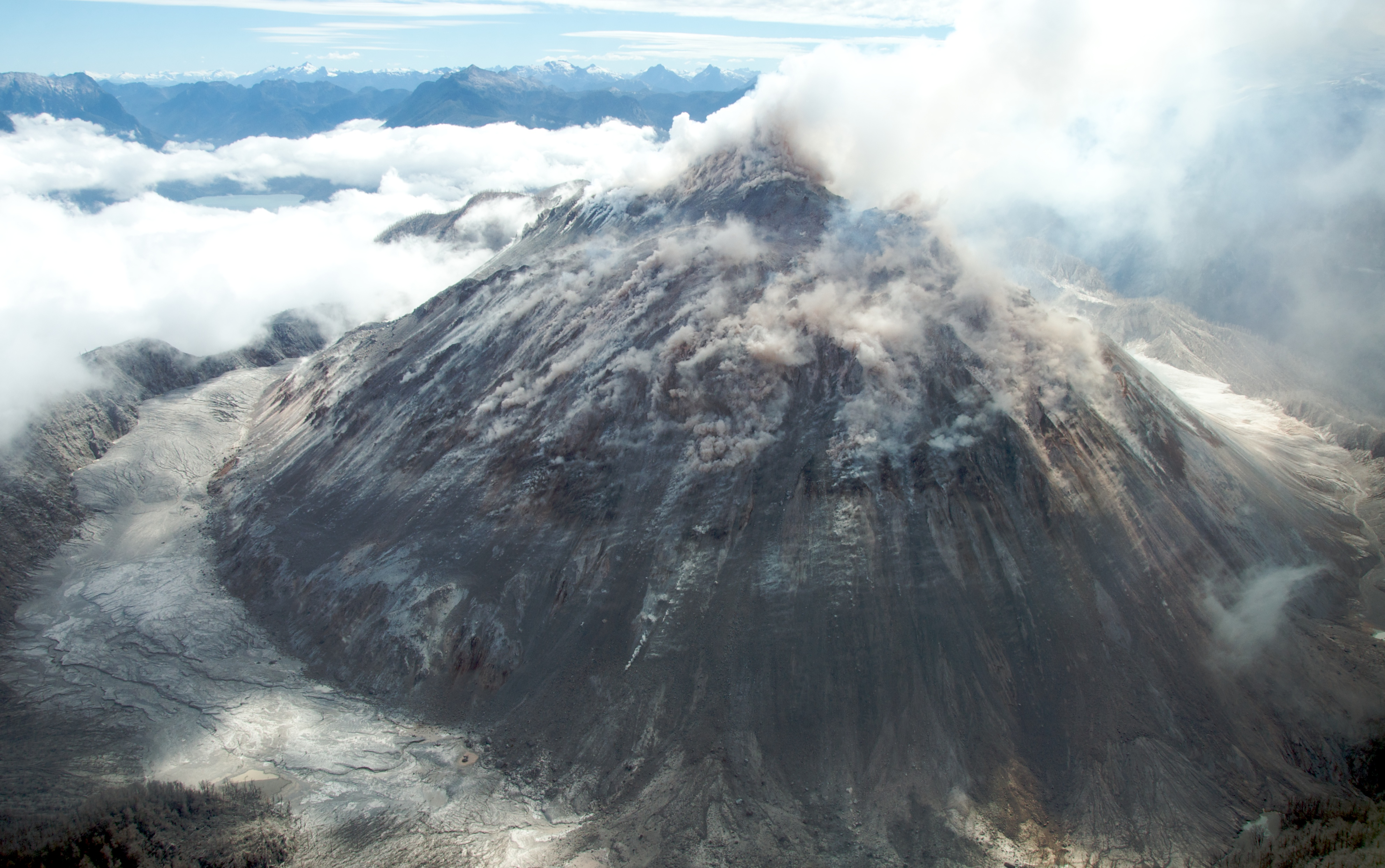
O domo de lava do vulcão Chaitén, no Chile, emitindo gases para a atmosfera em 2009.

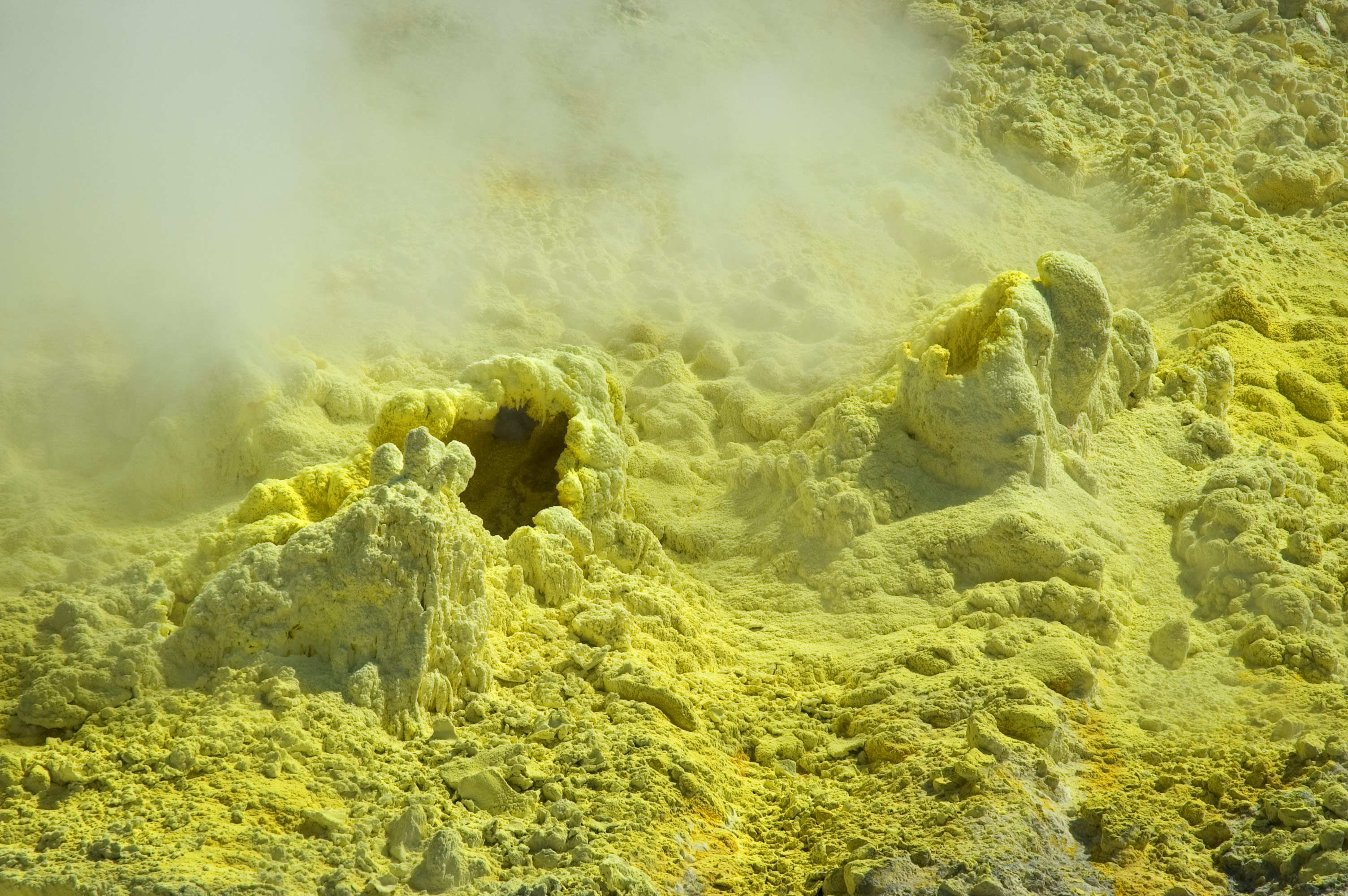
Fumarolas em White Island, Nova Zelândia : os depósitos de sublimado de enxofre (amarelo) e a condensação do vapor de água revelam a presença de gases vulcânicos emitidos pelas aberturas do solo.

Gases vulcânicos é a designação dada ao conjunto dos compostos voláteis emanados da crusta terrestre sob forma gasosa no contexto da actividade vulcânica, incluindo os gases incluídos na pluma vulcânica durante a actividade eruptiva e os gases libertados pela desgasificação das estruturas e materiais vulcânicos através de fumarolas e de outros fenómenos paravulcânicos similares. A nível global, os gases vulcânicos constituem a maior parte do volume dos materiais ejectados pelas erupções vulcânicas.

## Composição

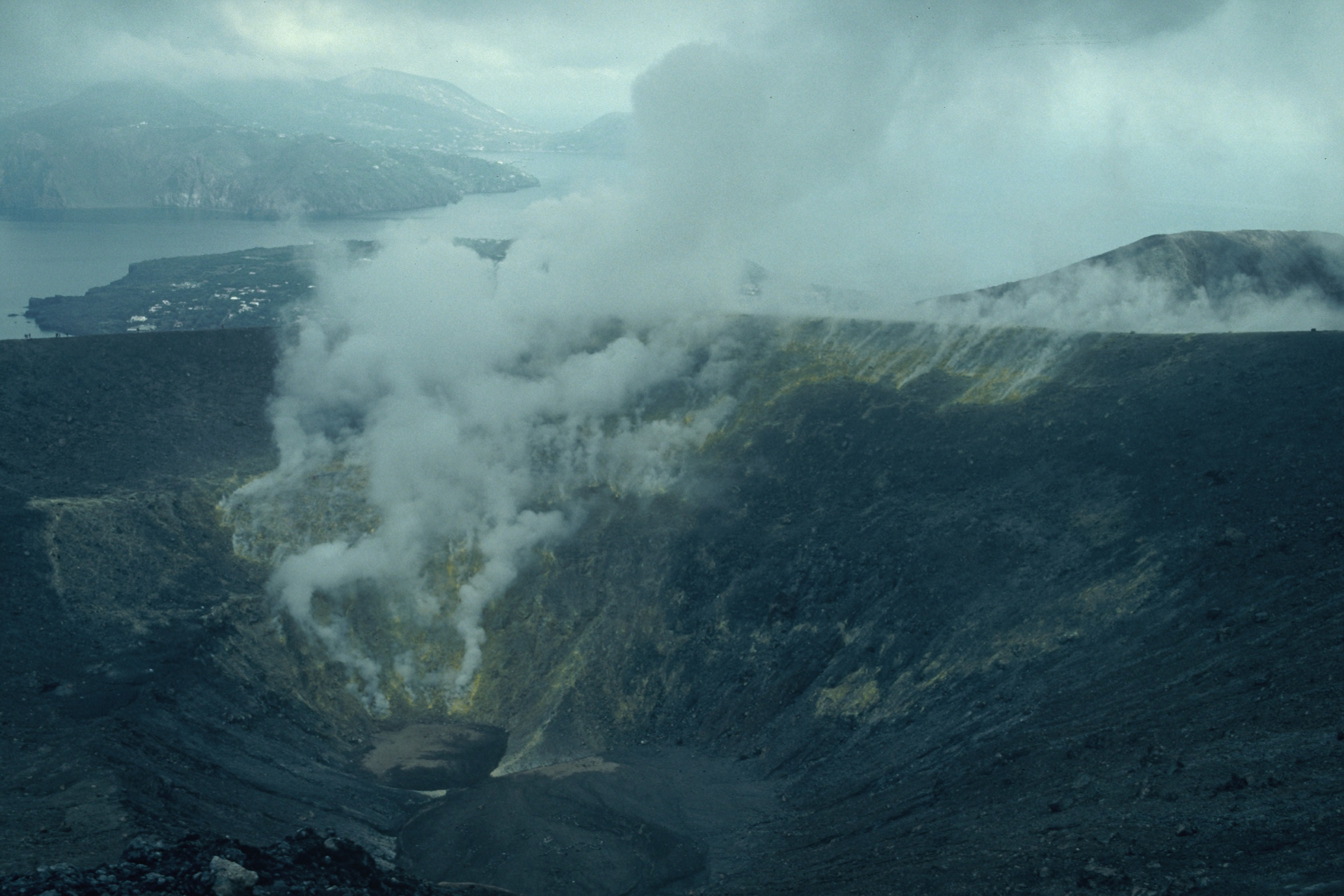
Eliminação de gases vulcânicos durante uma erupção em abril de 1995 na Itália

Os gases vulcânicos são constituídos por uma mistura de diferentes gases, dominada pelo vapor de água e o dióxido de carbono, mas contendo dióxido de enxofre, monóxido de carbono, sulfureto de hidrogénio, cloreto de hidrogénio e hidrogénio molecular em quantidades importantes. Para além dos compostos de enxofre e halógenos atrás apontados, o hélio também está presente.
O vapor de água é o gás vulcânico mais comum, constituindo normalmente mais de 60% em volume das emissões. O vapor de água emanado pelos vulcões corresponde geralmente a água de origem meteórica, mas em alguns casos, a água de origem magmática pode constituir mais de 50% do vapor emitido por um vulcão. Outro gás abundante é o dióxido de carbono, que pode representar de 10 a 40% das emissões.

## Efeitos durante a erupção
Os gases vulcânicos são emitidos durante a erupção por desgasificação da lava durante a sua emissão e durante o processo de arrefecimento, mas também na ausência de erupção sob a forma de fumarolas, mofetas, sulfataras e similares. Durante o processo de emissão dos gases, formam-se concreções por ressublimação, com destaque para os cristais de enxofre, os quais podem recobrir os bordos das fissuras por onde a emissão de gases ocorra.
Os gases mais pesados que o ar podem permanecer perto do solo e, quando as condições de circulação do ar o permitam, formar mazukus, bolsas de gases tóxicos, geralmente de dióxido de carbono, estagnadas nas depressões e apresentando um perigo mortal para qualquer animal que nelas penetre.
Se a libertação destes gases ocorre sob uma camada de água, como é o caso das erupções nos fundos marinhos (erupções submarinas) ou no fundo de lagos (erupções límnicas), os gases tendem a subir ao longo da coluna de água sob a forma de bolhas, dissolvendo-se total ou parcialmente na massa de água se a pressão for suficientemente elevada. Esta dissolução dos gases na água provoca a acidificação da massa de água.
No caso dos lagos, dado o volume limitada de água presente, a acidez resultante pode levar à formação de lagos ácidos. A acumulação de gases vulcânicos dissolvidos das camadas de águas mais profundas de alguns lagos de cratera pode conduzir à formação de erupções límnicas em resultada da brusca libertação dos gases acumulados na massa de águas. Essas erupções são em geral causadas pelo mecanismo da quebra da estratificação aquática, o que permite que as águas sobressaturadas em gases do hipolímnio ascendam até à superfície e aí, em consequência da redução da pressão, libertem de forma explosiva os gases nelas dissolvidos.
A libertação de gases vulcânicos é um dos elementos que determinam o desencadear de uma erupção e o seu poder explosivo. A proporção destes gases no volume do magma contido na câmara magmática determina, em conjugação com a taxa de redução da pressão que ocorre à medida que o magma ascende através da crusta terrestre, a velocidade de formação de bolhas de gás no magma e na lava resultante. Quanto mais numerosas e maiores forem estas bolhas, maior é o risco de erupção e maior é a probabilidade dela ser acompanhada de explosividade. Se o magma é particularmente viscoso, os gases têm maior dificuldade em se libertar da solução, tendendo a pulverizar a lava em cinzas vulcânicas, podendo nalguns casos ficar retidos na lava consolidada sob a forma de pedra-pomes ou de uma espuma denominada reticulite.

## Literatura
- Schmincke H.U.: Vulkanismus. Wissenschaftliche Buchgesellschaft Darmstadt, 2000, ISBN 3-534-14102-4.
- A.J. Krueger: Sighting of El Chichon sulfur dioxide clouds with the Nimbus 7 Total Ozone Mapping Spectrometer. Science 220, 1277–1379 (1983).
- C. Seftor, N. Hsu, J. Herman, P. Bhartia, O. Torres, W. Rose, D. Schneider, N. Krotkov: Detection of volcanic ash clouds from Nimbus 7/total ozone mapping spectrometer. Journal of Geophysical Research 102 (D14), 16749–16759 (1997)
- N. Bobrowski, G. Hönninger, B. Galle, U. Platt: Detection of bromine monoxide in a volcanic plume. Nature 423, 273–276, doi:10.1038/nature01625 (2003)
- S. Guo, G.J.S. Bluth, W.I. Rose, I.M. Watson, A.J. Prata: Re-evaluation of SO2 release of the 15 June 1991 Pinatubo eruption using ultraviolet and infrared satellite sensors. Geochemistry, Geophysics, Geosystems 5, Q04001, doi:10.1029/2003GC000654 (2004)
- M.F. Khokhar, C. Frankenberg, M. Van Roozendael, S. Beirle, S. Kuhl, A. Richter, U. Platt, T. Wagner: Satellite observations of atmospheric SO2 from volcanic eruptions during the time-period of 1996-2002. Advances in Space Research 36 (5), Atmospheric Remote Sensing: Earth's Surface, Troposphere, Stratosphere and Mesosphere – I, S. 879–887, doi:10.1016/j.asr.2005.04.114 (2005)
- N. Theys, M. Van Roozendael, B. Dils, F. Hendrick, N. Hao, M. De Mazière: First satellite detection of volcanic bromine monoxide emission after the Kasatochi eruption. Geophysical Research Letters 36, L03809, doi:10.1029/2008GL036552 (2009).
- S. Guo, G.J.S. Bluth, W.I. Rose, I.M. Watson, A.J. Prata: N. Theys, M. Van Roozendael, B. Dils, F. Hendrick, N. Hao, M. De Mazière: First satellite detection of volcanic bromine monoxide emission after the Kasatochi eruption. Geophysical Research Letters 36, L03809, doi:10.1029/2008GL036552 (2009)
- B.W. Levin, A.V. Rybin, N.F. Vasilenko, A.S. Prytkov, M.V. Chibisova, M.G. Kogan, G.M. Steblov, D.I. Frolov: Monitoring of the eruption of the Sarychev Peak Volcano in Matua Island in 2009 (central Kurile islands). Doklady Earth Sciences 435 (1), 1507–1510 (2010)
- Christoph Kern, Ulrich Platt: Telegramm aus der Tiefe, Ruperto Carola, Ausgabe 1/2010
- Leif Vogel: Volcanic plumes: Evaluation of spectroscopic measurements, early detection, and bromine chemistry (Deutsche Übersetzung des Titels: Vulkanfahnen: Auswertung spektroskopischer Messungen, Früherkennung und Bromchemie). Dissertation 2011, Dauer-URL auf dem Heidelberger Dokumentenserver:
- Thomas Wagner, Christoph Hörmann, Marloes Penning de Vries, Holger Sihler: Globale Überwachung von Vulkanemissionen mit Satelliteninstrumenten. Forschungsbericht 2011 – Max-Planck-Institut für Chemie
- Nicole Bobrowski: Gasemissionen, gelesen wie Hieroglyphen. In: forschung – Das Magazin der Deutschen Forschungsgemeinschaft, 2/2012, S. 4–9 (online: PDF; 3,34 MB)